# Вербицька Софія Степанівна
Софія Степанівна Вербицька (нар. 9 лютого 1938, село Вороньків, тепер Бориспільського району Київської області) — українська радянська діячка, крутильниця, старший інженер-технолог, секретар парткому Київського комбінату хімічного волокна; голова Київської міської ради профспілки працівників хімічної та нафтохімічної галузей промисловості. Герой Соціалістичної Праці (1966). Депутат Верховної Ради УРСР 9-го скликання.

## Біографія
Народилася у селянській родині. Закінчила Вороньківську школу Київської області.
За комсомольською путівкою поїхала працювати на шахту Донбасу. У 1956—1958 роках — робітниця, стволова шахти № 1 міста Новогродівка Селидівського району Сталінської області.
У 1958—1976 роках — крутильниця, майстер виробничого навчання, старший інженер-технолог, заступник секретаря, секретар партійного комітету КПУ Київського комбінату хімічного волокна імені 50-річчя Великої Жовтневої соціалістичної революції.
Член КПРС з 1963 року.
Без відриву від виробництва у 1972 році закінчила Київський інститут народного господарства.
У 1976—1980 роках — на партійній роботі в Києві.
У 1978 році закінчила Академію суспільних наук при ЦК КПРС у Москві.
У 1980—2005 роках — голова Київської міської ради профспілки працівників хімічної та нафтохімічної галузей промисловості.
Потім — на пенсії у місті Києві. Голова Ради організації Героїв Соціалістичної Праці міста Києва.

## Нагороди
- Герой Соціалістичної Праці (28.05.1966)
- орден Леніна (28.05.1966)
- ордени
- медалі
- відмінник хімічної промисловості СРСР (1964)